# 未来 (1990年生の女優)
未来（みく、1990年7月2日 - ）は、日本の女優。
埼玉県出身。京都造形芸術大学舞台芸術学科卒業。劇団カムカムミニキーナ所属。所属事務所はT-TRIBE ENTERTAINMENT（ティートライブ エンターテイメント）。

## 経歴・人物
京都造形芸術大学舞台芸術学科を2012年度に卒業。
2012年、劇団カムカムミニキーナ（松村武主宰・八嶋智人や山崎樹範などが所属）の『えびすしげなり〜夷繁成〜』出演オーディションに合格し、2013年『熊の親切〜閻魔悪餓鬼温泉騒動記〜』より正式に劇団員として参加。
2013年8月からT-TRIBE ENTERTAINMENT（ティートライブ エンタ-テイメント）に所属し、2014年1月期放送のTBS系連続ドラマ『Dr.DMAT』でテレビデビューした。舞台を中心に活動し、2016年4月期の『ラヴソング』（フジテレビ）などに出演する。
趣味はカラオケ、プロレス観戦。
特技はダンス（ジャズ･バレエ）、スノーボード、唄を歌うこと。

## 出演

### 舞台
カムカムミニキーナ公演
- シリーズ「サラウンドミニキーナ」第二弾「えびすしげなり~夷繁成~」(2012年)[6]
- シリーズ「サラウンドミニキーナ」第三弾「熊の親切~閻魔悪餓鬼温泉騒動記~」(2013年)[7]
- カムカムミニキーナ2013年本公演「クママーク~隈膜下蜘蛛真赤熊野千年真悪乃生意気~」(2013年)[8]
- シリーズ「サラウンド・ミニキーナ」第四弾「遮光器~サングラス・グループの結成~」(2014年)[9]
- カムカムミニキーナ2014年本公演「G海峡~禍福はあざなえる縄のごとし~」(2014年)[10]
- カムカムミニキーナ2015年本公演25周年記念企画「スワン・ダイブ」(2015年)[11]
- カムカムミニキーナ2015年25周年記念企画第2弾「＞（ダイナリィ）〜大稲荷・きつね色になるまで入魂」(2015年)[12]
- カムカムミニキーナ2016年本公演「野狂~おのしのこのし~」(2016年)[13]
- カムカムミニキーナ2017年本公演「狼狽(ロウバイ)～不透明な群像劇～」(2017年)[14]
- カムカムミニキーナ vol.65「＞（ダイナリィ）〜大稲荷・きつね色になるまで入魂」(2017年)[15]
- カムカムミニキーナ vol.66「蝶つがい」(2018年)[16]
- カムカムミニキーナ vol.67「偽顔虫47～名探偵浅草小五郎と演劇探偵団～蝶つがい」(2018年)
- カムカムミニキーナ しめんげき第二部『1989～風家の三姉妹～』（2019年）
- カムカムミニキーナ vol.68「両面睨み節〜相四つで水入り〜」（2019年）
- カムカムミニキーナ vol.69「猿女(サルメ)のリレー」（2020年）
- カムカムミニキーナ vol.70「燦燦七銃士～幕末エクスプレス1867」（2020年）
- カムカムミニキーナ vol.71「サナギ」（2021年）

外部公演
- 劇団マツモトカズミ「結婚の偏差値III 純愛」(2015年)[17]
- 劇団fukuiiiiiii「旗揚げ公演「悪魔と天職」(2016年)
- 結城企画「くるみ割れない人間」（2017年）[5]
- 劇団離風霊船（リブレセン）「ロミジュリ」（2017年、主演）
- 寝れない部屋「後悔、あとに立つ」（2019年）
- 劇団なかないで、毒きのこちゃん「MITUBATU」（2019年）
- 劇団なかないで、毒きのこちゃん「禍禍ちゃん」（2020年）

### 映画
- 昼顔（2017年6月10日公開、東宝）

### テレビドラマ
- Dr.DMAT（2014年1月-3月、TBS）- 近藤道子 役
- 若者たち2014（2014年7月9日-9月24日、フジテレビ）- 上原清香 役
- ゴーストライター（2015年1月13日-3月17日、フジテレビ） - 石井由里子 役
- 世界一難しい恋 第2話（2016年4月、日本テレビ）
- ラヴソング（2016年4月-6月、フジテレビ） - 宇部優香 役
- 母になる 第1話（2017年4月、日本テレビ）
- アイ～私と彼女と人工知能～（2017年10月、フジテレビ）- 真下麗華 役
- 民衆の敵〜世の中、おかしくないですか!?〜（2017年10月 - 12月、フジテレビ）- 青井春奈 役
- 大奥 最終章（2019年3月25日、フジテレビ） - 岩藤 役
- 集団左遷!! 第6話（2019年5月、TBS） - 西尾有美 役
- シャーロック 第2話（2019年10月、フジテレビ）- 高橋博美 役
- 猪又進と8人の喪女〜私の初めてもらってください〜 第2話「サブカルイキり喪女」（2019年11月1日、関西テレビ/2020年1月27日、BSフジ） - 灰原ゆり 役[18][19]
- テセウスの船（2020年1月 - 3月、TBS） - 小向香奈 役
- 親不孝通りのドブ恋2(2020年9月、テレビ西日本）－女性 役
- 天国と地獄～サイコな2人～（2021年1月-3月、TBS）-女教師 役
- 泣くな研修医（2021年4月-6月、テレビ朝日）-伊東楓 役
- ごほうびごはん（2021年10月 - 12月、BSテレ東） - 青柳主任 役
- クロステイル 〜探偵教室〜 第5話（2022年5月7日、東海テレビ・フジテレビ） - 白浜紀子 役
- コンビニ★ヒーローズ〜あなたのSOSいただきました!!〜 第7話（2022年11月23日、関西テレビ 他） - 夏希 役[20]
- 泥濘の食卓（2023年10月21日 - 12月16日、テレビ朝日） - 児玉 役[21]

### 配信ドラマ
- ゼロ エピソードZERO 後藤ミツル編・前編（2018年9月、Hulu） - ライター 役

### ラジオドラマ
- サタデードラマハウス（JFN）
  - 淑女の想い（2015年11月）
  - 淑女の想い2（2016年7月）
  - イットガールになりたくて（2016年11月）
  - たこ焼き、ネギ焼き、とん平焼き（2017年1月）
  - 淑女の企み（2017年3月）
  - ロスト（2018年2月）

### テレビ
- オトナの!（2015年3月、TBSテレビ）

### TVCM
- mixiモンスターストライク「モンスト超・獣神祭〜驚愕篇〜」（2015）[22]
- JR東海 tokyo bookmark〜新幹線とホテルがセット篇〜（2016）
- データアーティスト 「Aiのいる暮らし」（2018年）
- 日本航空 JALカード TRY!マイル旅 「マイル旅でハワイ篇」「マイル旅 まんぷくハワイグルメ篇」「マイル旅 ごきげんアクティブハワイ篇」（2019年）